# Julián Vásquez
Julián Vásquez Montoya (Medellín, Colombia; 5 de septiembre de 1972) es un exfutbolista colombiano que se desempeñaba en la posición de delantero. 

## Trayectoria
Su carrera se inició en Deportivo Rionegro, y luego pasó al Itagüí F.C., ambos clubes de la Primera B. Más tarde fue goleador con Envigado, hasta que recaló en el América de Cali, donde ganó 2 títulos del fútbol colombiano dirigido por Jaime de la Pava y convirtiéndose en figura indiscutida de los diablos rojos; ganó notoriedad jugando la Copa Libertadores 2003. Terminada la Copa pasó por Newell's Old Boys. Allí terminó como segundo goleador del Apertura, detrás de Ernesto Farías. Tuvo un buen rendimiento en el conjunto rosarino, pero no se pudo pagar su pase y el colombiano se tuvo que marchar de Rosario. Arribó en Estudiantes, donde jugó poco por culpa de una lesión.
En el 2005 fue cedido a préstamo a Once Caldas, donde se volvió a lesionar y tuvo que ser operado de ligamento cruzado anterior de la rodilla derecha. Siguió jugando en Colombia para Envigado y allí culminó su carrera en el 2006.

## Selección Colombia
Jugó 7 partidos internacionales con la Selección Colombia donde marcó un gol. También participó en la Copa de Oro 2003 jugando 2 partidos en esta.

### Goles internacionales
| # | Fecha               | Lugar                                          | Rival  | Gol | Resultado | Competición            |
| - | ------------------- | ---------------------------------------------- | ------ | --- | --------- | ---------------------- |
| 1 | 31 de enero de 2001 | Memorial Coliseum, Los Ángeles, Estados Unidos | México | 2-1 | 3-2       | Amistoso internacional |

### Participaciones enEliminatorias al Mundial
| Eliminatoria                           | Sede del Mundial | Posición      | Resultado | PJ                                | GA | Asis |
| -------------------------------------- | ---------------- | ------------- | --------- | --------------------------------- | -- | ---- |
| Eliminatorias Mundial de Alemania 2006 | Alemania         | 6°lugar 24pts | Eliminado | 0 (2 convocatorias como suplente) | 0  | 0    |

### Participaciones enCopas Oro
| Torneo        | Sede                    | Resultado        | PJ | GA | Asis |
| ------------- | ----------------------- | ---------------- | -- | -- | ---- |
| Copa Oro 2003 | Estados Unidos y México | Cuartos de final | 2  | 0  | 0    |

## Clubes
| Club                    | País      | Año       |
| ----------------------- | --------- | --------- |
| Itagüí F. C.            | Colombia  | 1996-1999 |
| Envigado F. C.          | Colombia  | 2000      |
| América de Cali         | Colombia  | 2001-2003 |
| Newell's Old Boys       | Argentina | 2003-2004 |
| Estudiantes de La Plata | Argentina | 2004–2005 |
| Once Caldas             | Colombia  | 2005      |
| Envigado F. C.          | Colombia  | 2006      |

## Palmarés

### Torneos nacionales
| Título           | Club            | País     | Año  |
| ---------------- | --------------- | -------- | ---- |
| Primera División | América de Cali | Colombia | 2001 |
| Torneo Apertura  | América de Cali | Colombia | 2002 |

### Distinciones individuales
| Distinción                                          | Año  |
| --------------------------------------------------- | ---- |
| Goleador de la temporada en la Primera B (21 goles) | 1999 |